# Syväri (sjö i Jockas, Södra Savolax)
Syväri är en sjö i kommunen Jockas i landskapet Södra Savolax i Finland. Arean är 39 hektar och strandlinjen är 3,81 kilometer lång. Sjön  ingår i Vuoksens huvudavrinningsområde.   Den ligger omkring 55 kilometer nordöst om S:t Michel och omkring 260 kilometer nordöst om Helsingfors. 